# Казелла, Альфредо
Альфре́до Казе́лла (итал. Alfredo Casella; 25 июля 1883, Турин ― 5 марта 1947, Рим) ― итальянский композитор, пианист и дирижёр. Один из наиболее влиятельных представителей итальянской музыки первой половины XX века.

## Жизнь и творчество
Альфредо Казелла родился в музыкальной семье Марии (урождённая Бордино) и Карло Казеллы: отец - профессиональный виолончелист, мать - пианистка.
Первые уроки музыки Казелла получил от матери, и вскоре проявил талант в исполнении на фортепиано, впервые выступив публично в 1894 году. Он также активно интересовался наукой, и некоторое время стоял перед выбором одного из возможных вариантов карьеры. Интерес к музыке взял верх, и в 1896 году, по рекомендации Джузеппе Мартуччи и Антонио Бадзини, родители направили его на обучение в Парижскую консерваторию (класс фортепиано Луи Дьемера). В Париже он оставался до 1914 года.
Богатая культурная жизнь французской столицы расширила творческие горизонты Казеллы и оказала на него сильное влияние. Через некоторое время он заинтересовался композицией и в 1900―1901 годах посещал класс Габриэля Форе. В консерваторские годы Казелла сблизился с Морисом Равелем и Джордже Энеску, а его музыкальные интересы распространялись на музыку Дебюсси, русских композиторов XIX века, Рихарда Штрауса, Малера, Бартока, Шёнберга и Стравинского. Молодого музыканта также привлекали новейшие течения в искусстве того времени (кубизм, футуризм и др.). Окончил консерваторию в 1902 году, после чего гастролировал как пианист во многих странах Европы, в том числе в 1907 и в 1909 — в России.
После возвращения в Италию в 1915 году Казелла определил цель своего творчества: создать в Италии искусство, которое было бы не только итальянским, но также и европейским в своём положении в мировой культуре. В 1915 он получил пост профессора лицея Санта-Чечилия в Риме. В это же время Казелла начинает продвигать в провинциальной Италии музыку Равеля, Стравинского и других современных композиторов. К 1917 году вокруг него формируется творческое сообщество молодых композиторов, разделявших его взгляды, среди которых — Джан Франческо Малипьеро, Ильдебрандо Пиццетти, Отторино Респиги, Винченцо Томмазини, Витторио Гуи, Марио Кастельнуово-Тедеско. Вместе с ними Казелла основывает «Национальное общество музыки», вскоре переименованное в «Итальянское общество современной музыки» (Società Italiana di Musica Moderna ― SIMM). В течение последующих двух лет эта группа дала большое количество концертов современной итальянской и зарубежной музыки и выпускала журнал Ars nova. Выступления самого Казеллы в качестве пианиста, композитора или дирижёра всегда вызывали бурную реакцию у музыкальной общественности. Общество просуществовало лишь до 1919 года, но его влияние на развитие итальянской музыкальной жизни было весьма велико.
После Первой мировой войны Казелла вновь начал много путешествовать, выступая как пианист (сольно и в составе Итальянского трио с Артуро Бонуччи и Альберто Польтроньери) и дирижёр. В 1922 он покинул свой профессорский пост в лицее (к тому времени переименованном в Консерваторию) и возобновил свою деятельность по модернизации итальянской музыки. Вскоре Казелла вместе с Малипьеро и Марио Лаброка при поддержке поэта Габриэле д’Аннунцио, организует «Корпорацию новой музыки» (Corporazione delle Nuove Musiche). Задачи новой организации существенно отличались от таковых в SIMM: Казелла видел её как «окно в мир» и путь к открытию для Италии новейших выражений и исследований современного музыкального искусства. Через некоторое время «Корпорация» объединилась с итальянским отделением Международного общества современной музыки, хотя и сохраняла некоторую степень автономии до 1928 года. К этому времени усилиями её участников в Италии были исполнены «Лунный Пьеро» Шёнберга и «Свадебка» Стравинского.
В 1930 году Казелла основал Венецианский международный фестиваль современной музыки (в составе Венецианского биеннале), которым руководил первые четыре года его существования (совместно с Адриано Луальди), через два года стал преподавать фортепиано в Академии Санта-Чечилия в Риме. В это же время композитор попал под влияние фашистской идеологии ― его опера «Искушение в пустыне» (итал. Il deserto tentato, букв. «Соблазнённая пустыня») посвящена Абиссинской кампании Муссолини. С другой стороны, благодаря усилиям Казеллы в программах Венецианских фестивалей продолжали появляться сочинения авангардных композиторов (в частности, в 1937 были исполнены сочинения Шёнберга). В 1942 году у него проявились признаки серьёзной болезни, приведшей впоследствии к его смерти. Казелла продолжал сочинять до 1944 года, дирижировал до 1946 года, а как пианист в последний раз выступил за три недели до смерти.
В 1967 г. именем Казеллы была названа новосозданная консерватория в г. Аквила. В 1952—2001 гг. Международный конкурс пианистов имени Казеллы проводился в Неаполе.

## Избранные сочинения
- Павана, Op.1[8]
- Вариации, Op.3[9]
- Баркарола и скерцо, Op.4
- Симфония № 1, Op.5
- Симфония № 2 до минор (1908-9)
- Симфония № 3 (1939-40)
- Токката, Op.6[10]
- Соната для виолончели и фортепиано, Op.8[11]
- Сарабанда, Op.10[12]
- Италия, рапсодия для оркестра, op.11[13]
- Колыбельная, Op.14[14]
- Баркарола, Op.15[15]
- В стиле… (A la manière de…), Op.17[16][17]
- Венецианская обитель (Il convento Veneziano, балет), op. 18 (премьера 1925)
- 9 пьес, Op.24[18]
- Pupazzetti, Op.27
- Сонатина для фортепиано, Op.28[19]
- Героическая элегия, Op.29[20]
- A notte alta, Op.30[21][22]
- Контрасты, Op.31[23]
- Inezie, Op.32[24]
- 11 детских пьес для фортепиано, Op.35[25]
- Джара (La giara, балет с пением), op. 41
- Фокстрот (Fox-Trot)
- Пять пьес для струнного квартета
- Женщина-змея (La donna serpente, опера; по сказке К. Гоцци), op. 50[26] (премьера Рим, 1932)
- Миф об Орфее (La favola di Orfeo, опера; по А. Полициано), op. 51[27] (премьера 1932)
- Два ричеркара на имя B-A-C-H, Op.52[28]
- Искушение в пустыне (Il deserto tentato, опера), op.60 (премьера 1937)
- La camera dei disegni (Комната с картинками? балет), op. 64 (премьера 1940)[29]
- Паганиниана, дивертисмент для оркестра, op. 65[30]
- La rosa del sogno, балет, op. 67 (1943)[31]
- Соната для арфы, Op.68[32]
- Чакона. Пьеса для оркестра на тему Баха
- L`orso azzurro для камерного оркестра[33]
- Pagine di guerra для фортепиано в 4 руки (1915)
- Cocktail`s Dance, для фортепиано (1918)[34]
- Concerto Romano для органа, литавр, медных духовых и струнных (1926)
- Концерт для скрипки, виолончели и фортепиано (1933)
- Серенада для малого оркестра (1930)
- Концерт для виолончели с оркестром (1935)
- Концерт для струнного оркестра (1924)
- Шесть этюдов для фортепиано (1942-44)
- Сицилиана и бурлеска для флейты с фортепиано (1914)